# パーヴォ・ヌルミ (小惑星)
パーヴォ・ヌルミ (1740 Paavo Nurmi) は小惑星帯に位置する小惑星。
1939年、フィンランドの天文学者ユルィヨ・バイサラがトゥルクで発見した。

## 名称
フィンランドの陸上選手 パーヴォ・ヌルミ（1897年 - 1973年）に因む。トゥルク出身のヌルミは1920年代を代表する中長距離走者で、3回のオリンピックで合計9個の金メダルと3個の銀メダルを獲得した。
命名は、1980年4月の小惑星回報で公表された。このとき同時に、バイサラが発見した小惑星に対して (1696) ヌルメラ、(1699) ホンカサロ、(1718) ナミビア、(1723) クレモラ が命名されている。